# Selenoperas
Selenoperas là một chi bướm đêm thuộc họ Erebidae.